# Никола Поптодоров
Никола Поптодоров или Попов е български революционер, деец на Вътрешната македоно-одринска революционна организация.

## Биография
Никола Поптодоров е роден през 1877 година в ксантийското село Габрово, тогава в Османската империя, днес в Гърция.
Завършва образованието си в Одрин, присъединява се към ВМОРО и става секретар на габровския революционен комитет, като е един от малкото негови членове, които не са заловени от турските власти след разкритията от май 1902 година.